# Naomi Graetz
Naomi Graetz es una escritora judía lesbiana y feminista.
Durante 35 años, Graetz enseñó inglés en la Universidad Ben Gurion del Negev. 
Se dedica a dar cursos sobre feminismo, enseñando enfoques feministas de los textos judíos.
En sus libros, explora algunas de las razones por las que las mujeres bíblicas son elogiadas en las fuentes posbíblicas cuando se adhieren a sus roles prescritos, pero son desaprobadas por estas mismas fuentes midráshicas cuando ellas hablan. También se interesa en las respuestas rabínicas al maltrato a la esposa en los textos judíos. Durante años escribió en Bridges: A Jewish Feminist Journal.

## Obra
- Forty Years of Being a Feminist Jew (available on her website, 2018),
- Unlocking the Garden: A Feminist Jewish Look at the Bible, Midrash and God (Gorgias Press, 2005),
- The Rabbi’s Wife Plays at Murder (Shiluv Press, 2004),
- S/He Created Them: Feminist Retellings of Biblical Stories (Professional Press, 1993; second edition Gorgias Press, 2003),
- Silence is Deadly: Judaism Confronts Wifebeating (Jason Aronson, 1998).